# Àngels Garriga de Mata
Maria Àngels Garriga i Martín (Sant Vicenç de Calders, 11 d'octubre de 1898 - Barcelona, 5 de febrer de 1967) fou una pedagoga, mestra i escriptora catalana. També era coneguda amb el cognom del marit com a Àngels Garriga de Mata, però més sovint només com a Àngels Garriga.

## Biografia
Àngels Garriga va néixer a Sant Vicenç de Calders, filla d'Anton Garriga, de família pagesa i secretari municipal, i de Marta Àngela Martín. Quan la petita Àngels tenia quatre mesos, la família es va traslladar a Barcelona. Àngels Garriga va anar a l'escola-classe de Donya Carmen Serra, una bona mestra, dins del precari panorama de l'escola de l'època. A Gràcia també freqüenta la parròquia de Jesús, el rector de la qual és el seu oncle Marcel·lí Garriga. Hi coneix Artur Martorell i també mossèn Batlle. En un ambient familiar que, de mica en mica es va impregnant del catalanisme cultural, Àngels Garriga estudia a la Normal on acaba amb “Premio extraordinario” i guanya les oposicions. Del 1920 al 1923, cursa els Estudis Normals de la Mancomunitat de Catalunya, formació superior per a mestres ja titulats. Allí trobà grans mestres: P. Vila, P. Fabra, C. Riba, A. Galí i tants d'altres. En sortí com a primera de la promoció. Al mateix temps aprofundeix en les seves conviccions cristianes i catalanistes i entra a formar part de la Federació de Mestres Nacionals de Catalunya. L'any 1924 es casa amb Josep Mata. Tingueren quatre fills, Josep, Marta, Maria i Eulàlia. Marta, esdevindrà amb el temps una altra figura cabdal de la pedagogia catalana. Àngels Garriga enviudà ben aviat: el seu marit morí d'accident de treball el 1934, a Madrid.
Àngels Garriga exercí de mestra municipal de Barcelona de 1923 a 1931, al Grup Escolar “Baixeras”, i com a mestra nacional del Patronat Escolar de l'Ajuntament de Barcelona al Grup Escolar “Pere Vila”, des de 1931. També va ser mestra de Pràctiques a l'Escola Normal de la Generalitat. Àngels Garriga esdevé una persona de referència al “Pere Vila” dirigida per Fèlix Martí Alpera. Dinamitzà el teatre, sortides i visites, el càlcul mental, la història... El període revolucionari després del cop d'estat del 36 provoca que Àngels Garriga pateixi una primera depuració per les seves conviccions religioses. Ha de deixar l'escola i treballa a les noves oficines de la Generalitat. Amb la victòria franquista ve una altra depuració de signe contrari. Separada del seu lloc de treball al llavors anomenat "Grupo Escolar Pedro Vila", treballà a l'"Escuela Unitaria de Niñas" de Gran Via, fins a 1945. A partir d'aquell any s'agreuja una paràlisi, probablement una esclerosi múltiple, que l'obliga a jubilar-se.
El 1946, amb la seva filla Marta Mata convalescent van a viure a la casa pairal del marit, Josep Mata i Virgili, a Cal Mata, a Saifores, un llogaret de Banyeres del Penedès. Hi començà a organitzar activitats de lleure, a escriure llibres, adaptacions literàries, fins a programes de ràdio a Ràdio Vendrell on introduí una secció literària en català. Rebia visites d'antics professors com Vila, Martorell i Galí i començà a acollir les noves fornades de mestres que s'aplegaven al voltant de la seva filla, Marta Mata. Allí va escriure, entre d'altres, el primer llibre d'aprenentatge de lectura en català després de la guerra, Beceroles (1965), Estels (1967) i “Un rètol per a Curtó”, síntesi de la relació entre escola i poble, a partir de la descripció de les activitats dels infants de Saifores. Col·labora amb Cavall Fort, amb les editorials Nova Terra, i La Galera. A partir de la fundació de l'Escola de Mestres Rosa Sensat, Àngels Garriga torna a viure amb la seva filla Marta, a Barcelona, amb períodes de vacances entre Tarragona i Saifores. La mort li arriba al nou local de Rosa Sensat on hi havia un habitatge per a les alumnes de fora de Barcelona.
En l'actualitat, la Fundació Marta Mata Garriga (abans Fundació Àngels Garriga de Mata) organitza activitats destinades a la convivència escolar a la casa de Saifores on vivia, Cal Mata.

## Obres
Escrigué Beceroles (1965), llibre d'aprenentatge de lectura, Estels (1967) llibre de lectura escolar on es recull la seva experiència de mestra als Grup Escolar Baixeras i Pere Vila, i Un rètol per a Curtó, on es narra la història de les activitats dels infants de Saifores (Curtó al llibre), orientades per la seva filla Marta i inspirades per Àngels Garriga. A partir de la fundació de l'Escola de Mestres Rosa Sensat, Àngels Garriga visqué a Saifores durant els períodes de vacances, i a Tarragona amb el seu fill Josep, o a Barcelona, amb la filla Marta, a Rosa Sensat, on morí l'any 1967.
- Beceroles: comencem a llegir. (il·lustracions de María Fernanda Díaz).  Barcelona: Teide, 1965 (8a edició 1979), p. 96. ISBN 9788430723300.